# Niechcice

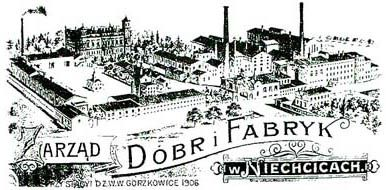
Rycina z Zakładem Niechcice (1906)

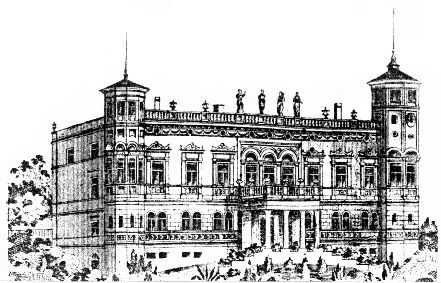
Rycina z pałacem w Niechcicach na terenie zakładu

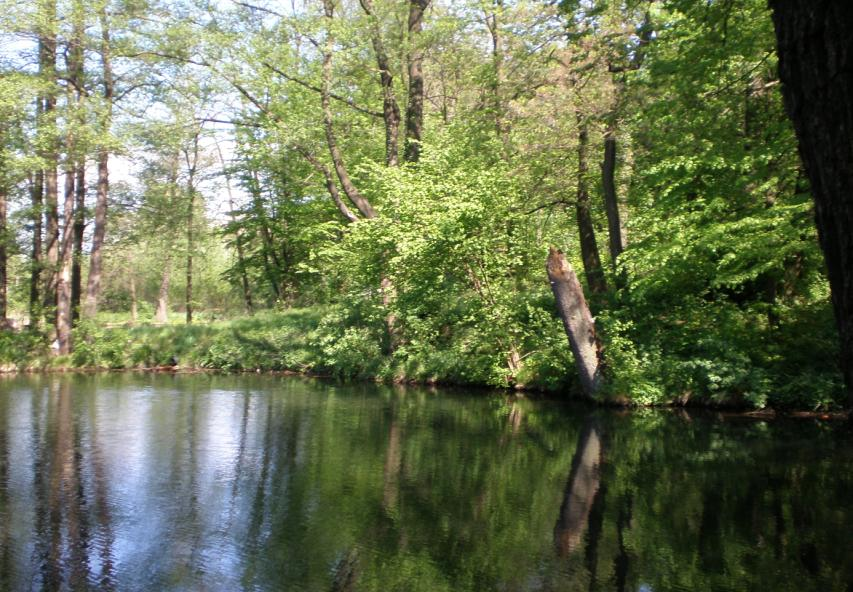
Park w zakładzie założony przez A. Krugiera

Niechcice – wieś w Polsce położona w województwie łódzkim, w powiecie piotrkowskim, w gminie Rozprza.
Wieś królewska tenuty radomszczańskiej, położona w powiecie szadkowskim województwa sieradzkiego w końcu XVI wieku.
W latach 1954–1972 wieś należała i była siedzibą władz gromady Niechcice. W latach 1975–1998 miejscowość administracyjnie należała do województwa piotrkowskiego.
Do 2006 r. istniały: Niechcice, osada i Nowa Wola Niechcicka, wieś (miejscowości włączone zostały do wsi, nazwy zniesione).
W miejscowości istnieje drużyna piłkarska Start Niechcice grająca w piotrkowskiej lidze okręgowej.
We wsi była stacja kolejowa Niechcice.

## Historia
Pierwsze wzmianki o wsi Niechcice, a właściwie o Nyechczyce pojawiły się w dokumentach w 1407 roku, tak więc Niechcice mają ok. 600 lat. W Niechcicach w 1860 r. powstała pierwsza w Europie a druga na świecie drożdżownia, założona przez K. Strzeleckiego, ówczesnego właściciela Niechcic. Razem z nią powstała destylarnia wódek słodkich oraz araku. Kolejny właściciel August Patschke w 1865 r. zbudował browar. W 1872 r. zakład przejął baron Adolf Krüger z Drezna, dzięki któremu w 1876 r. w czasopiśmie „Tydzień” ukazał się artykuł zachwalający niechcickie drożdże jako lepsze od wiedeńskich.
W latach 1894–95 A. Krüger zbudował piękny pałac, urządził park oraz zbudował krochmalnię. Zakład podupadał, gdy właścicielami zostali po kolei: Leib, Jankiel, Szelim Kupczyk i Izaak Pfeffer. W czasie wojny zakład przejęli Niemcy, wywożąc część urządzeń do Woli Krzysztoporskiej, a resztę rozkradając. Po wojnie zakład znowu ruszył. W kolejnych latach otwarto wytwórnię namoku (nalewek) i win. W okresie Polski Ludowej zakład działał, jednak po zamknięciu PGR-ów zaczęto zamykać kolejne produkcje.
4 września 1939 żołnierze Wehrmachtu zamordowali czterech mieszkańców wsi. Dwóch zastrzelili (Józefa Jończyka, Stanisława Mroczkowskiego) a dwóch związali drutem i żywych zakopali w ziemi (Stanisława Włukę, Stanisława Wrześniewskiego).
- 1989 – likwidacja kombinatu przemysłowo rolnego „Niechcice”. Zakład przejęła Agencja Rynku Rolnego, tworząc Przedsiębiorstwo Przemysłowo-Rolne „Niechcice” Sp. z o.o.
- 1999 – od Agencji Rynku Rolnego zakład kupił Krzysztof Zamolski.
- 2002 – przedsiębiorstwo zmieniło firmę na Niechcice Sp. z o.o.
- 2004 – zakład został sprzedany przedsiębiorstwu Bonus Systems Polska z Warszawy.
- grudzień 2005 – zaprzestano produkcji drożdży i wina, a tym samym rozpoczęto likwidację zakładu. Pracę straciło około 150 osób, co zdecydowanie zwiększyło bezrobocie na terenie Niechcic.
- czerwiec 2007 – ogłoszono upadłość firmy Niechcice Sp. z o.o. Dzierżawcą zakładu została Krynica Vitamin Sp. z o.o. z siedzibą w Warszawie, specjalizująca się w produkcji napojów funkcjonalnych.
- 22 lipca 2008 – zakończenie procesu upadłości spółki, właścicielem obiektu została Krynica Vitamin Sp. z o.o.
- ok. roku 2017 właściciele wyburzyli budynki zakładu pozostawiając zabytkowy pałac.

## Zabytki
Według rejestru zabytków Narodowego Instytutu Dziedzictwa na listę zabytków wpisany jest obiekt:
- park pałacowy z XVIII/XIX w.[8]

inne
- Pałac w Niechcicach

## Urodzeni w Niechcicach
- Roman Kobendza – botanik, dendrolog, profesor SGGW[9]
- Stanisław Patschke – inżynier technolog, rektor Politechniki Warszawskiej